# Welcome to Republic City
«Welcome to Republic City» (en castellano «Bienvenido a Ciudad República») es el primer episodio de la serie de Nickelodeon La leyenda de Korra. La serie fue estrenada en Nickelodeon el 14 de abril de 2012, como secuela a la serie original, Avatar: la leyenda de Aang.
El ajuste de la segunda serie ha cambiado dramáticamente de la primera serie. La mayoría de los acontecimientos ocurren en una ciudad conocida como Ciudad República, la cual es una ciudad del estilo del “steampunk”. Especialmente, el acceso a la luz en la nueva serie fija aparte las culturas de ambas series.

## Argumento
Setenta años después de los acontecimientos de la serie original, una chica llamada Korra nace en la tribu agua del Sur y es la reencarnación de Aang lo que le hace ser El Avatar. Tres miembros del Loto blanco fueron en busca de la familia de la niña para comprobar si realmente era El nuevo Avatar. Korra, ya a su corta edad era capaz de dominar el agua, la tierra, y el fuego. A los diecisiete años de edad, Korra ha perfeccionado el arte y su habilidad para controlar los elementos, ahora era una habilidosa maestra agua, maestra tierra y maestra fuego, pero aún no sabía controlar el aire; como se conoce, solo El Avatar puede dominar los cuatro elementos, aparte de poder entrar en El estado Avatar.Su maestra agua, Katara, que ahora es una mujer mayor (con tres niños crecidos que tuvo con su esposo Aang), deja ir a Korra a ciudad república después de que el hijo de Katara, Tenzin no pueda enseñarle a Korra el aire-control a falta de tiempo, una vez más, los entrenamientos de aire-control para Korra se habían retrasado. Ella viaja con su perra-osa polar, Naga, a la ciudad república en busca de Tenzin. Al llegar a dicha ciudad, Korra luchó con un grupo de ladrones para evitar que roben sus pertenencias a un viejo hombre en la ciudad. Después de ser arrestada por el daño que ella ocasionó en la ciudad,  encuentra a la jefa Lin Beifong, la hija de Toph de la serie original, Lin no estuvo muy contenta con la llegada de Korra a Ciudad República, pues la considera un peligro a la ciudad. Sin embargo, Tenzin la ayuda a liberarse, preparándose para enviarla de nuevo a la Tribu agua del Sur. A pesar de eso, él le permite quedarse en la ciudad debido a que El Avatar es una parte vital de la idea de la ciudad república, la hospéda en el Templo del aire para enseñarle aire-control. Mientras tanto, Amon, líder de un grupo revolucionario, Los igualitorios, se enteró de la llegada del Avatar Korra a la ciudad, y dice a sus seguidores que él tendrá que acelerar sus planes.

## Recepción
La leyenda de Korra recibió críticas muy positivas. El estreno hizo un promedio de 4,5 millones de espectadores que lo convirtió el número-uno del cable básico en niños, y fue el programa animado superior para la semana con los espectadores totales. La leyenda de Korra también se ubica como la serie animada estreno más visto de la red en tres años.